# Анкета

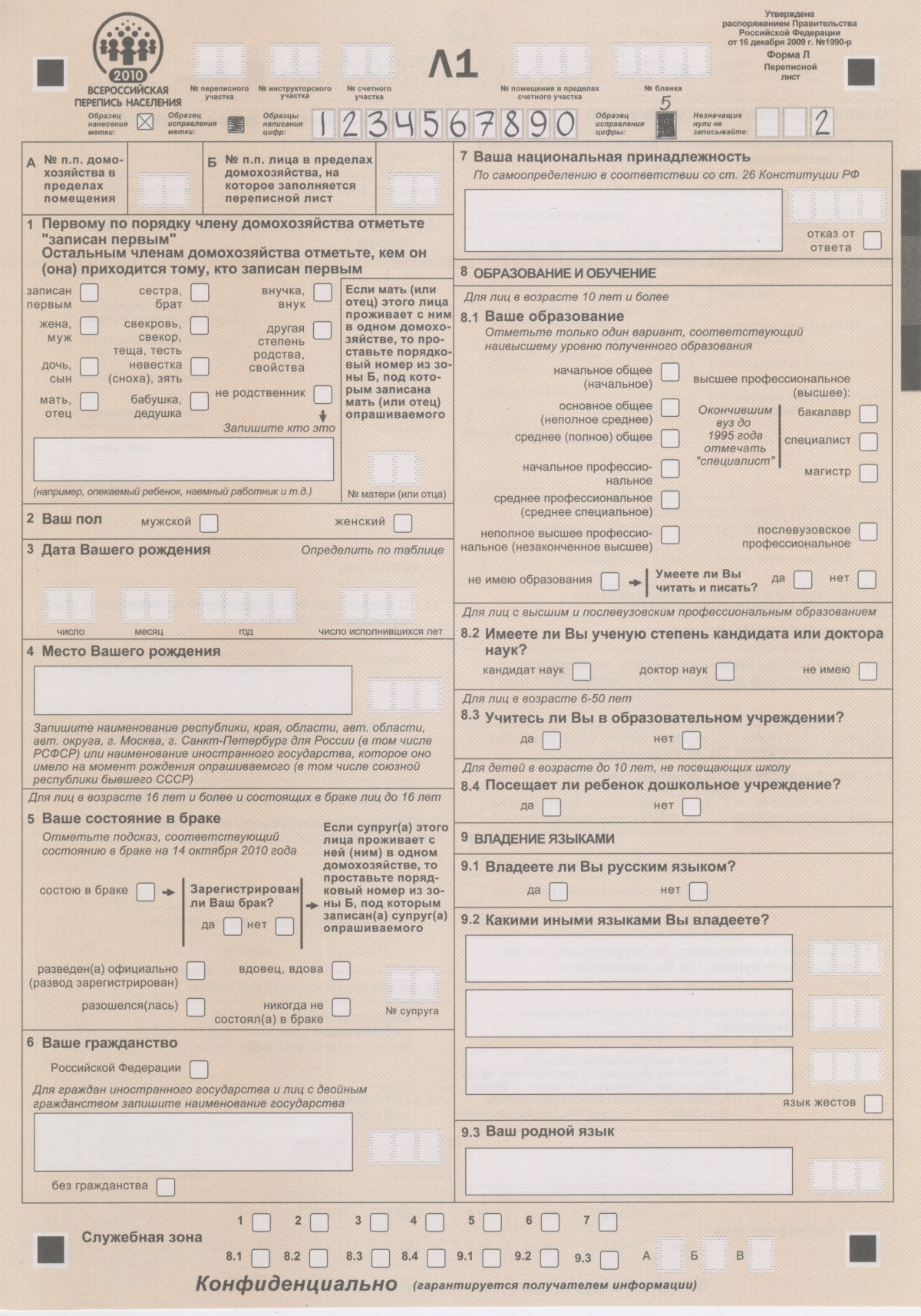
Лист № 1 анкеты Всероссийской переписи населения 2010 года.

Анке́та (фр. enquête «расследование; опрос»; ср.: англ. inquiry) — справка по вопросам социальным или экономическим, доставляемая по требованию правительства сведущими людьми.
Ответы на вопросы в анкете называются анкетными данными.

## История
«Энциклопедический словарь Брокгауза и Ефрона», выпущенный в конце XIX — начале XX века, переадресует запрос «Анкета» на статью «Сведущие люди», то есть люди, обладающие необходимыми знаниями «для выяснения фактического положения какого-либо вопроса или для оценки проектируемых мероприятий, особенно в области экономической и социальной, правительства прибегают к опросу людей, наиболее осведомленных или непосредственно заинтересованных. В Западной Европе такого рода опросы Сведущих людей называлось обследованиями, или анкетами (enquête)…».
Среди основных синонимов слову «анкета», которые предлагает «Словарь синонимов» изданный в 2010 году, тремя наиболее употребляемыми являются: «вопросный лист», «опросник» и «опросный лист». Как видно, из самого нового словаря, в XX веке произошло разделение понятий, и в XXI веке под словом «анкета» подразумевается только лист бумаги (или любой другой Носитель информации), на котором напечатаны вопросы, ответы респондента, на которые имеют целью увеличения знаний для решения какой-либо проблемы. Сам же процесс заполнения опросного листа называется анкетированием.
Одной из наиболее известных анкет является так называемая «Анкета Пруста», а одним из наиболее масштабных анкетирований в Российской Федерации в XXI веке, можно по праву назвать Всероссийскую перепись населения 2010 года.
В настоящее время анкеты заполняют при получении заграничного паспорта гражданина Российской Федерации, при поступлении в вуз, при подаче заявления о приёме на работу, при получении визы для посещения другого государства (за исключением государств с которыми существуют межгосударственные договорённости отменяющие эту процедуру), при получении государственной субсидии или кредита в банке и так далее.
Широкое использование анкет обусловлено прежде всего их несомненным удобством: анкета сводит к минимуму время, необходимое на написание рукописного текста, и практически снимает проблему «неразборчивого» почерка, помимо этого, в ряде случаев, анкеты могут обрабатываться машинами (например, при помощи «Cognitive Forms»), что значительно ускоряет и удешевляет опрос. Также, благодаря анкетам, один человек может раздавать их респондентам по мере их прихода, а не зачитывать каждый вопрос в отдельности и дожидаться пока все на него ответят, чтобы задать следующий. Время, которое респондент тратит на ответы, благодаря использованию анкет, зависит только от его личной расторопности.